# Flerke
Flerke – wieś w gminie Welver w powiecie Soest, w kraju związkowym Nadrenia Północna-Westfalia, w rejencji Arnsberg.

## Demografia
Według spisu ludności z końca 2024 roku, w Flerke mieszkało 432 mieszkańców, z czego 223 to mężczyźni, a 209 kobiety.

## Geografia

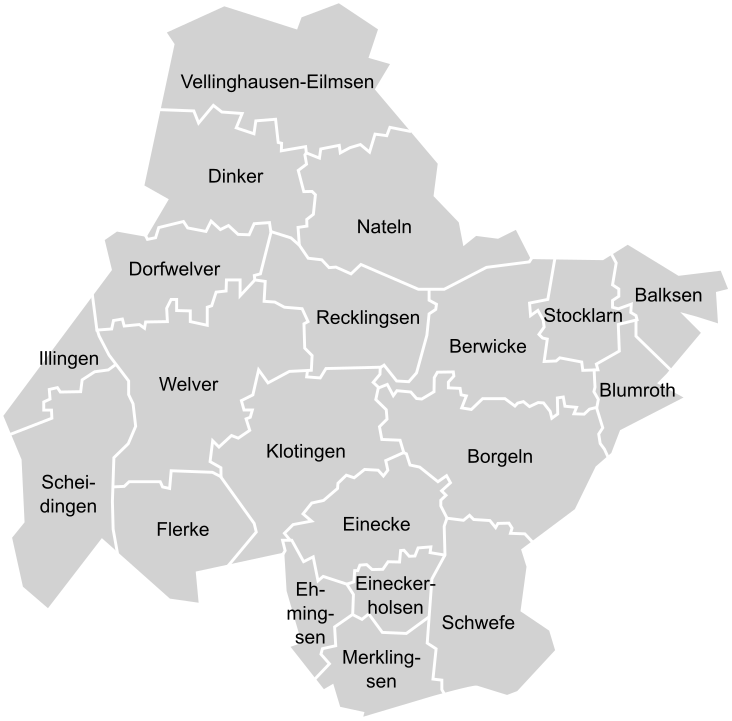
Dzielnice gminy Welver

Flerke mierzy powierzchnię 3,75 km².
Dzielnica leży w zachodniej części gminy i graniczy z trzema innymi dzielnicami: Scheidingen, Welver i Klotingen.

## Etymologia
Nazwa wywodzi się od imienia ówczesnego władcy tamtych terenów, Radolfus de Florike. Od 1218 roku do końca XV wieku nazwa ta pisana była Vlerike lub Vlederike.

## Historia
Pierwsza wzmianka o Flerke pochodzi z 1213 roku.

### Reorganizacja gmin
W ramach reorganizacji gmin 1 lipca 1969 roku Flerke wraz z 20 innymi miejscowościami stało się częścią nowej gminy Welver.

## Polityka
Panią burmistrz Flerke jest Dorothe Dudek-Boxall.